# 7H-Dibenzo(c,g)carbazol
7H-Dibenzo[c,g]carbazol ist eine chemische Verbindung aus der Gruppe der Carbazole.

## Vorkommen
7H-Dibenzo[c,g]carbazol, in Tierversuchen ein lokales und systemisches Karzinogen, ist ein weit verbreiteter Umweltschadstoff. Er kommt in der Regel in einer Vielzahl von komplexen organischen Gemischen vor, die aus der unvollständigen Verbrennung von organischem Material stammen. Er wurde in Zigarettenrauch, Ruß und Teer, Holzrauch in Privathaushalten, Rußabgasen, synthetischen Brennstoffen und Sedimenten von industriell verschmutzten Flüssen gefunden. Trotz seiner hohen Lipophilie ist die Verbindung besser wasserlöslich und wird schneller verstoffwechselt als die homozyklischen Aromaten. Die Karzinogenität wurde bereits 1937 von Eric Boyland und Austin M. Brues nachgewiesen.

## Gewinnung und Darstellung
7H-Dibenzo[c,g]carbazol kann leicht aus Tetralon-2-β-naphthylhydrazon hergestellt werden, wobei das Zwischenprodukt 1,2-Dihydro-3,4,5,6-dibenzocarbazol beim Erhitzen an der Luft ein Wasserstoffmolekül verliert.

## Eigenschaften
7H-Dibenzo[c,g]carbazol ist ein weißes bis gelbliches, kristalles Pulver, das löslich in zahlreichen organischen Lösungsmitteln ist. Die Verbindung kristallisiert in einer orthorhombischen Kristallstruktur mit der Raumgruppe Pmma (Raumgruppen-Nr. 51).

## Regulierung
Über den Safe Drinking Water and Toxic Enforcement Act of 1986 besteht in Kalifornien seit 1. Januar 1988 eine Kennzeichnungspflicht für Produkte, die 7H-Dibenzo[c,g]carbazol enthalten.